# Leptobrama pectoralis
Leptobrama pectoralis ist eine Fischart, die aus der nordaustralischen Arafurasee und aus Flüssen im südlichen Neuguinea bekannt ist. Neben dem australischen Strandlachs (Leptobrama muelleri) ist es die zweite bekannte Art der Familie Leptobramidae.

## Merkmale
Leptobrama pectoralis ist großmäulig, länglich und seitlich stark abgeflacht. Er ist einfarbig, silbrig glänzend und hat im Unterschied zum Strandlachs keinen schwarzen Fleck am distalen Ende der Rückenflosse. Weitere Unterschiede zwischen den Schwesterarten betreffen die Morphometrie. Der Kopf von Leptobrama pectoralis ist länger (22,2 bis 25,8 % der SL vs. 21,7 bis 22,7 %), die Schnauze, bei Fischen der Bereich zwischen Maulspitze und dem Vorderrand der Augen, aber kürzer (16,9 bis 22,6 % der Kopflänge vs. 19,9 bis 24,5 %). Der Oberkiefer ist bei Leptobrama pectoralis länger (61,8 bis 66,1 % der Kopflänge vs. 53,0 bis 61,3 %). Die Gaumenzähne auf dem Vomer stehen bei Leptobrama pectoralis auf einem rhombenförmigen Feld, bei L. muelleri ist der bezahnte Bereich rund. Die Spitzen der Brustflossen reichen bei L. pectoralis über die Spitzen der angelegten Bauchflossen etwas hinaus. Bei L. muelleri sind die Brustflossen etwas kürzer und reichen nur bis zu den Spitzen der angelegten Bauchflossen. Auf dem Vorderkörper fällt die Seitenlinie bei L. pectoralis stufenartig nach unten ab, bei L. muelleri verläuft die Linie allmählich und eher kurvenförmig gebogen nach unten. Unterhalb der Seitenlinie hat L. pectoralis 15 bis 18 Schuppenreihen, bei L. muelleri sind es 13 bis 14. Die Anzahl der Kiemenrechen liegt bei L. pectoralis bei 6 bis 12, L. muelleri hat 13 bis 18.

## Systematik
Die Fischart wurde 1887 durch die australischen Zoologen Edward Pierson Ramsay und James Douglas Ogilby erstmals unter dem Namen Neopempheris pectoralis wissenschaftlich beschrieben. Das Typusexemplar stammte aus dem Aird River im südlichen Papua-Neuguinea. 1913 synonymisierte Ogilby die Art mit Leptobrama muelleri. Über mehr als 100 Jahre blieb die Gattung monotypisch, bis zwei Ichthyologen drei Fische auf dem Fischmarkt von Ambon aufflielen, die dem Strandlachs zwar ähnlich sahen aber auch deutliche Unterschiede aufwiesen. Zusammen mit einem Kollegen revalidierten sie daraufhin die Fischart als Leptobrama pectoralis.